# أراميس أو حب التكنولوجيا
أراميس أو حب التكنولوجيا كتبه عالم الاجتماع الأنثروبولوجيا الفرنسي برونو لاتور. نُشر كتاب أراميس في الأصل باللغة الفرنسية عام 1993، والترجمة الإنجليزية كانت لكاثرين بورت، حقوق الطبع والنشر في عام 1996، هي الآن في طبعتها الرابعة (2002). يصف لاتور نصه بأنه «علمي»، والذي يصفه بأنه «نوع هجين... لمهمة هجينة» (ص 9). يتضمن هذا النوع رواية مهندس شاب يناقش «بدايته الاجتماعية التكنولوجية»، وتعليق الأستاذ الذي يقدم نظرية شبكة الفواعل، والوثائق الميدانية بما في ذلك المقابلات الواقعية وصوت أراميس وهو عبارة عن تقنية فاشلة.
الكتاب شبه لغز يحاول اكتشاف من قتل أراميس (العبور الشخصي السريع). كان من المفترض أن يتم تنفيذ أراميس كنظام عبور شخصي سريع في باريس. في الوقت نفسه أثناء التحقيق في زوال أراميس يحدد لاتور مبادئ نظرية شبكة الفواعل. يجادل لاتور بأن التكنولوجيا فشلت ليس لأن أي فاعل معين قتلها، ولكن لأن الجهات الفاعلة فشلت في الحفاظ عليها من خلال التفاوض والتكيف مع الوضع الاجتماعي المتغير.